# Cantó de Portèth de Garona
El cantó de Portèth de Garona és un cantó francès del departament de l'Alta Garona, a la regió d'Occitània. Està inclòs al districte de Muret, està format per 10 municipis i el cap cantonal és Portèth de Garona.

## Municipis
- Portèth de Garona
- La Barta de Lesa
- Pins e Justaret
- Èunas
- Roquetas
- Ròcas
- Pinsaguèl
- La Gardèla de Lesa
- Saubens
- Vilata